# Георге Мурешан
Георге Мурешан (на румънски: Gheorghe Mureșan) е бивш румънски баскетболист, център. С ръст от 231 см той е най-високият играч в историята на НБА, като дели рекорда със суданеца Мануте Бол. Своя ръст дължи на заболяване от гигантизъм.

## Кариера
Започва кариерата си през 1991 г. в тима на Университатеа Клуж и става шампион на страната през 1991/92. След това прекарва един сезон във френския По-Ортез, където печели Купата на Лигата на Франция. През лятото на 1993 г. е изтеглен в драфта на НБА от отбора на Вашингтон Бълетс. През първия си сезон за „куршумите“ записва 54 мача, в които вкара 5.6 точки средно на мач и записва 3.6 борби. В следващата кампания (1994/95) Мурешан успява да се пребори за повече минути на паркета и от 73 срещи започва като титуляр в 58, записвайки 24 минути средно на мач с показатели 10 точки и 6.7 борби.
Най-силната си кампания румънският център прави през сезон 1995/96, когато води в лигата по процент успешна стрелба от зоната за две точки, изиграва 76 мача, в които записва средно по 14.5 точки, 9.6 борби и 2.3 блокирани удара. В края на сезона печели приза за най-прогресиращ играч в НБА. През сезон 1996/97 отново води в лигата по процент успешна стрелба от зоната за две точки и записва средно по 10.6 точки и 6.6 борби. Поради тежка контузия в глезена обаче Мурешан не играе баскетбол в продължение на 16 месеца и пропуска целия следващ сезон.
През 1999 г. се завръща в игра с екипа на Ню Джърси Нетс. Въпреки това за два сезона при „мрежите“ записва едва 31 мача и е далеч от най-добрата си форма. През сезон 2000/01 отново игре за По-Ортез във Франция и печели титлата на страната.
През 2004 г. основава собствена академия Giant Basketball Academy. През 2007 г. играе в демонстративен мач за Мериленд Найтхоукс, чиято цел е да съберат най-високата баскетболна петорка.
През 2013 г. участва в стрийтбол турнира UMTTR (You Matter), чиято цел е превенцията на самоубийство при тийнейджърите. Мурешан е и посланик на Вашингтон Уизърдс, спомагайки за развитието на имиджа на отбора.

## Извън баскетбола
През 1998 г. се снима във филма Моят гигант. Освен това участва в клипа към песента на Еминем „My name is“. Бил е рекламно лице на Сникърс и телекомпанията ESPN.

## Успехи

### Клубни
- Шампион на Румъния – 1991/92
- Купа на Лигата на Франция – 1992/93
- Шампион на Франция – 2000/01

### Индивидуални
- Лидер по процент вкарани кошове от зоната за две точки в НБА – 1995/96, 1996/97
- Най-прогресиращ играч в НБА – 1995/96